# Оудаудахрёйн

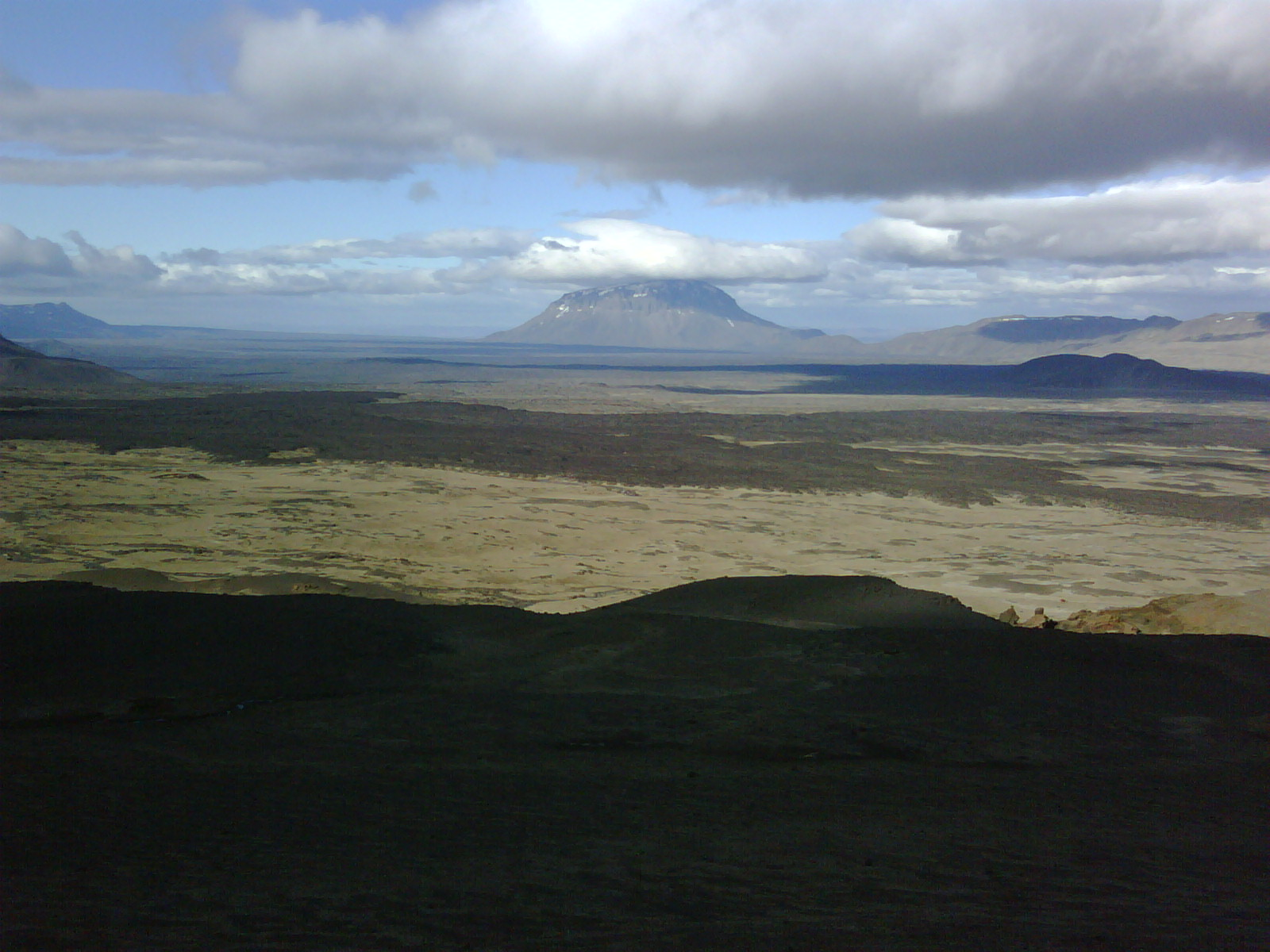
Оудаудахрёйн

Оу́даудахрёйн (исл. Ódáðahraun) — лавовое поле на северо-востоке Исландии, к северу от ледника Ватнайёкюдль.
Площадь, по разным оценкам, составляет от 4400 до 5600 км². Южная граница поля отчётлива и находится между Вонарскардом (исл. Vonarskarð) у ледника Ватнайёкюдль и рекой Йёкюльсау-ау-Фьёдлюм. Одна часть северной границы расположена у южной части подножия гор Блауфьядль (Bláfjall) и Седландафьядль (Sellandafjall) около озера Миватн, другая часть достигает Окружной дороги. Над лавовым полем возвышаются вулканический массив Дингьюфьёдль (исл. Dyngjufjöll), вулканы Аскья и Хердюбрейд.
Возраст самых древних слоёв лавы составляет 9000 лет, самых молодых — около 30 лет. С начала 2007 года происходят регулярные землетрясения в окрестностях вулканов хребта Кверкфьёдль.
На Оудаудахрёйне расположено несколько щитовых вулканов, крупнейшими являются Трёдладингья и Кетильдингья.
Ранее лавовое поле считалось непроходимым, в особенности из-за засухи. Растения здесь растут только вдоль немногих рек, текущих вниз от ледника Ватнайёкюдль.